# Hanna Elise Marcussen
Hanna Elise Marcussen, född 4 september 1977, är en norsk politiker. Marcussen är nationell talesperson för Miljøpartiet De Grønne och var partiets förstakandidat i Oslo vid stortingsvalet 2009. 

## Bakgrund
Hanna Marcussen föddes i Arendal och växte upp på Sandøya utanför Tvedestrand. Hon flyttade till Oslo när hon var 15 år för att gå Steinergymnasiet i Bærum. Hon gjorde värnplikt med befälsutbildning från 2000 till 2001. Marcussen är utbildad arkeolog vid Universitetet i Oslo, där hon studerade till bachelorgrad och mastergrad från 2002 - 2009. Masteruppsatsen, med titeln "Germanere? En studie i arkeologi og etnisitet" analyserar hur begreppet används i antika skriftliga källor.

## Politiska uppdrag
Hanna Marcussen har haft flera uppgifter i Miljøpartiet De Grønne. Först i Oslo som sekreterare 2007 - 2008 och sedan som taleskvinna 2008 - 2010. Hon valdes 2008 till nationell taleskvinna vid landsmötet i Bergen. Hennes politiska intressen rör bland annat grön ekonomi, förnybar energi, klimatsäkerhet, fredspolitik, ansvarsfull resursanvändning, digitala rättigheter och rättvis handel.
Marcussen har haft följande uppdrag utanför partiet:
- 2009 - 2010 styrelsemedlem i "Elektronisk Forpost Norge" (EFN)
- 2009 - 2010 styrelsemedlem i "Fred og demokrati i Afghanistan"
- 2009 - 2010 styrelsemedlem i Oslos lokalgrupp för "Folkeaksjonen oljefritt Lofoten og Vesterålen"